# 1. Amateurliga Südwest 1966/67
Die 1. Fußball-Amateurliga Südwest 1966/67 war die 15. Saison der drittklassigen 1. Amateurliga im regionalen Männerfußball des südlichen Teils des Landes Rheinland-Pfalz und ein Vorgänger der Fußball-Verbandsliga Südwest. Die 1. Amateurliga Südwest wurde 1952 aus einer Zusammenlegung der Amateurligen Rheinhessen, Westpfalz und Vorderpfalz gebildet und existierte bis zur Saison 1977/78 als dritthöchste Liga. Nach Einführung der Oberliga Südwest 1978 als höchste Amateurspielklasse wurde die Spielklasse in „Verbandsliga Südwest“ umbenannt und war ab diesem Zeitpunkt nur noch viertklassig.

## Abschlusstabelle
Die Meisterschaft gewann Vorjahresaufsteiger Ludwigshafener SC, der in die Regionalliga aufstieg. Den Gang in die 2. Amateurliga mussten Alemannia Worms, der 1. FC Sobernheim, Bavaria Wörth, die Eintracht Kreuznach antreten. Für die nachfolgende Saison 1967/68 kamen als Aufsteiger aus den 2. Amateurligen der SV Gonsenheim und der FV Speyer sowie als Absteiger aus der Regionalliga Phönix Bellheim.
| Pl. | Verein                     | Sp. | Tore  | Punkte |
| --- | -------------------------- | --- | ----- | ------ |
| 01. | Ludwigshafener SC (A)      | 34  | 78:43 | 49:19  |
| 02. | VfR Kirn                   | 34  | 65:44 | 44:24  |
| 03. | TSC Zweibrücken (A)        | 34  | 79:54 | 43:25  |
| 04. | VfR Baumholder             | 34  | 70:61 | 43:25  |
| 05. | ASV Landau                 | 34  | 75:50 | 41:27  |
| 06. | VfR Kaiserslautern (M)     | 34  | 77:50 | 39:29  |
| 07. | Hassia Bingen              | 34  | 56:66 | 35:33  |
| 08. | FSV Schifferstadt          | 34  | 64:62 | 34:34  |
| 09. | FVgg Mombach               | 34  | 76:67 | 33:35  |
| 10. | Arminia Rheingönheim (N)   | 34  | 56:65 | 33:35  |
| 11. | BSC Oppau (A)              | 34  | 55:47 | 32:36  |
| 12. | SC Hauenstein              | 34  | 52:59 | 32:36  |
| 13. | FK Clausen (N)             | 34  | 64:63 | 31:37  |
| 14. | 1. FC Kaiserslautern Amat. | 34  | 50:63 | 29:39  |
| 15. | Alemannia Worms            | 34  | 56:75 | 29:39  |
| 16. | 1. FC Sobernheim           | 34  | 45:64 | 29:39  |
| 17. | Bavaria Wörth              | 34  | 35:73 | 19:49  |
| 18. | Eintracht Kreuznach        | 34  | 44:91 | 17:51  |

| (M) | Meister 1965/66                                |
| (A) | Absteiger aus der Regionalliga Südwest 1965/66 |
| (N) | Aufsteiger aus den 2. Amateurligen 1965/66     |